# Marlinho
Marlon „Marlinho“ Matheus da Silva (* 24. März 1994 in Duque de Caxias) ist ein brasilianischer Fußballspieler, der vornehmlich auf der linken Außenposition spielt, darüber hinaus kann der Linksfuß auch auf der rechten Außenposition oder im offensiven Mittelfeld besetzt werden.

## Karriere
Marlinhos Profikarriere begann 2015 bei Tigres do Brasil, nach elf Einsätzen wechselte er im selben Jahr noch zum Stadtrivalen Duque de Caxias. Von 2015 bis 2020 spielte er in Norwegen für die Vereine Aalesunds FK und anschließend für Kongsvinger IL, danach erfolgte der Wechsel zum türkischen Zweitligisten Boluspor.

## Erfolge
Tigres
- Staatsmeisterschaft von Rio de Janeiro Série B: 2014